# Zeria zebrina
Zeria zebrina är en spindeldjursart som beskrevs av Simon 1879. Zeria zebrina ingår i släktet Zeria och familjen Solpugidae. Inga underarter finns listade i Catalogue of Life.